# 석화시

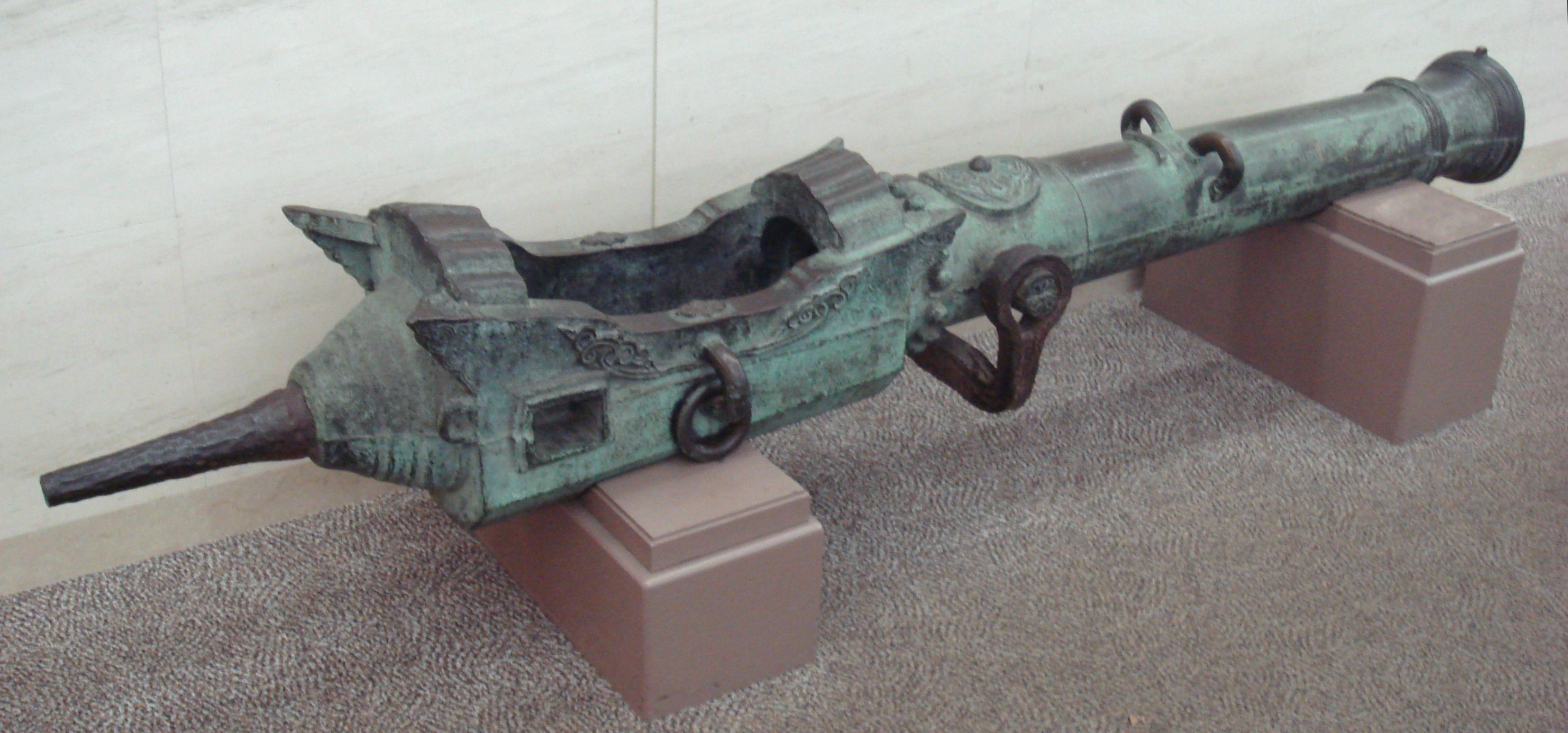
야스쿠니 신사 소장 석화시.

석화시(일본어: 石火矢 이시비야[*])는 일본의 불랑기포이다. 무로마치 시대 말기에 서양에서 전래되어 사용하기 시작했다.